# In the End (film 1913)
In the End è un cortometraggio muto del 1913 prodotto da David Horsley e dalla Nestor Film Company e distribuito dalla Universal Film Manufacturing Company nelle sale cinematografiche a partire dal 12 novembre 1913.